# Amygdalus vavilovii
Amygdalus vavilovii là loài thực vật có hoa trong họ Hoa hồng. Loài này được Popov mô tả khoa học đầu tiên.